# Steinau an der Straße
Steinau an der Straße é uma cidade localizada no distrito Main-Kinzig,no estado de Hesse, Alemanha. Situado próximo no rio Kinzig, 32 km ao sudoeste de Fulda e fica numa distância aproximada da capital do estado há 105 km de Wiesbaden.